# Серецень (комуна, Яломіца)
Серецень, Серецені (рум. Sărățeni) — комуна у повіті Яломіца в Румунії. До складу комуни входить єдине село Серецень.
Комуна розташована на відстані 69 км на схід від Бухареста, 35 км на захід від Слобозії, 145 км на захід від Констанци, 123 км на південний захід від Галаца.

## Населення
У 2009 року у комуні проживали 1299 осіб.

## Зовнішні посилання
- Дані про комуну Серецень на сайті Ghidul Primăriilor